# Žirče
Žirče (izvirno srbsko Жирче) je naselje v Srbiji, ki upravno spada pod Občino Tutin; slednja pa je del Raškega upravnega okraja.

## Demografija
V naselju, katerega izvirno (srbsko-cirilično) ime je Жирче, živi 225 polnoletnih prebivalcev, pri čemer je njihova povprečna starost 26,8 let (25,6 pri moških in 28,2 pri ženskah). Naselje ima 64 gospodinjstev, pri čemer je povprečno število članov na gospodinjstvo 5,78.
|  |

| Demografija | Demografija     | Demografija     |
| Leto        | Št. prebivalcev | Št. prebivalcev |
| ----------- | --------------- | --------------- |
|             |                 |                 |
|             |                 |                 |
|             |                 |                 |
|             |                 |                 |
| 1948        | 278             |                 |
| 1953        | 305             |                 |
| 1961        | 254             |                 |
| 1971        | 374             |                 |
| 1981        | 411             |                 |
| 1991        | 362             | 360             |
| 2002        | 405             | 370             |
|             |                 |                 |

| Etnična sestava po popisu iz leta 2002 | Etnična sestava po popisu iz leta 2002 | Etnična sestava po popisu iz leta 2002 | Etnična sestava po popisu iz leta 2002 | Etnična sestava po popisu iz leta 2002 |
| -------------------------------------- | -------------------------------------- | -------------------------------------- | -------------------------------------- | -------------------------------------- |
| Bošnjaki                               | Bošnjaki                               |                                        | 368                                    | 99,45%                                 |
| Srbi                                   | Srbi                                   |                                        | 1                                      | 0,27%                                  |
| Muslimani                              | Muslimani                              |                                        | 1                                      | 0,27%                                  |
| Neznano                                | Neznano                                |                                        | 0                                      | 0,0%                                   |